# Utricularia inthanonensis
Utricularia inthanonensis — вид рослин із родини пухирникових (Lentibulariaceae).

## Біоморфологічна характеристика
Наземний, літофіт. Столони нечисленні, ниткоподібні. Ризоїди нечасті, ниткоподібні. Листки в розетці, 6–10, лопатоподібні, 1–2 мм завдовжки, присутні під час цвітіння. Пастки численні, на ризоїдах, косояйцеподібні, з дуже широкими ніжками, 1–1.5 мм завдовжки. Суцвіття прямовисні, 1–2, 1.2–3.5 см завдовжки, 1–2(3) квіткові. Частки чашечки нерівні, верхні значно більші, довжиною близько 2 мм на цвітінні, широкосерцеподібні. Віночок блідо-рожевий з жовтою плямою біля основи нижньої губи; верхня губа невелика, віялоподібна, довжиною приблизно 1 мм, край від майже цілого до 2–4-часточкового; нижня губа приблизно ниркоподібна в обрисі, глибоко 5-долькова, ≈ 7 × 10 мм. Коробочка куляста з черевним кілем, завдовжки ≈ 2 мм. Насіння еліпсоподібне, вкрите циліндричними волосками всюди, крім самої основи.

## Середовище проживання
Ендемік пн. Таїланді.
Населяє мокрі гранітні скелі на висотах ≈ 1650 м, рідкісний.